# Edwalls blandning
Edwalls blandning är ett samlingsalbum från 1991 med Allan Edwall.

## Låtlista
1. Årstider
2. Du och jag
3. När små fåglar dör
4. Plötsligt en dag
5. Visst är det bätter, men int' är det bra
6. Familjeporträtt
7. Kärleksvisa
8. Rehabilitering
9. Sommarvisa
10. Dystervals
11. Förhoppning
12. Den lilla bäcken
13. Troll och älva
14. En kråka flög
15. Far
16. Tummetotteri
17. Som de flesta
18. Kom
19. Jag gick mig åt körka
20. Mot okänt mål
21. Jämtsnoa
22. Bli som far
23. Möss och människor
24. Jämtländsk vaggvisa
25. Gullegubben